# 1662

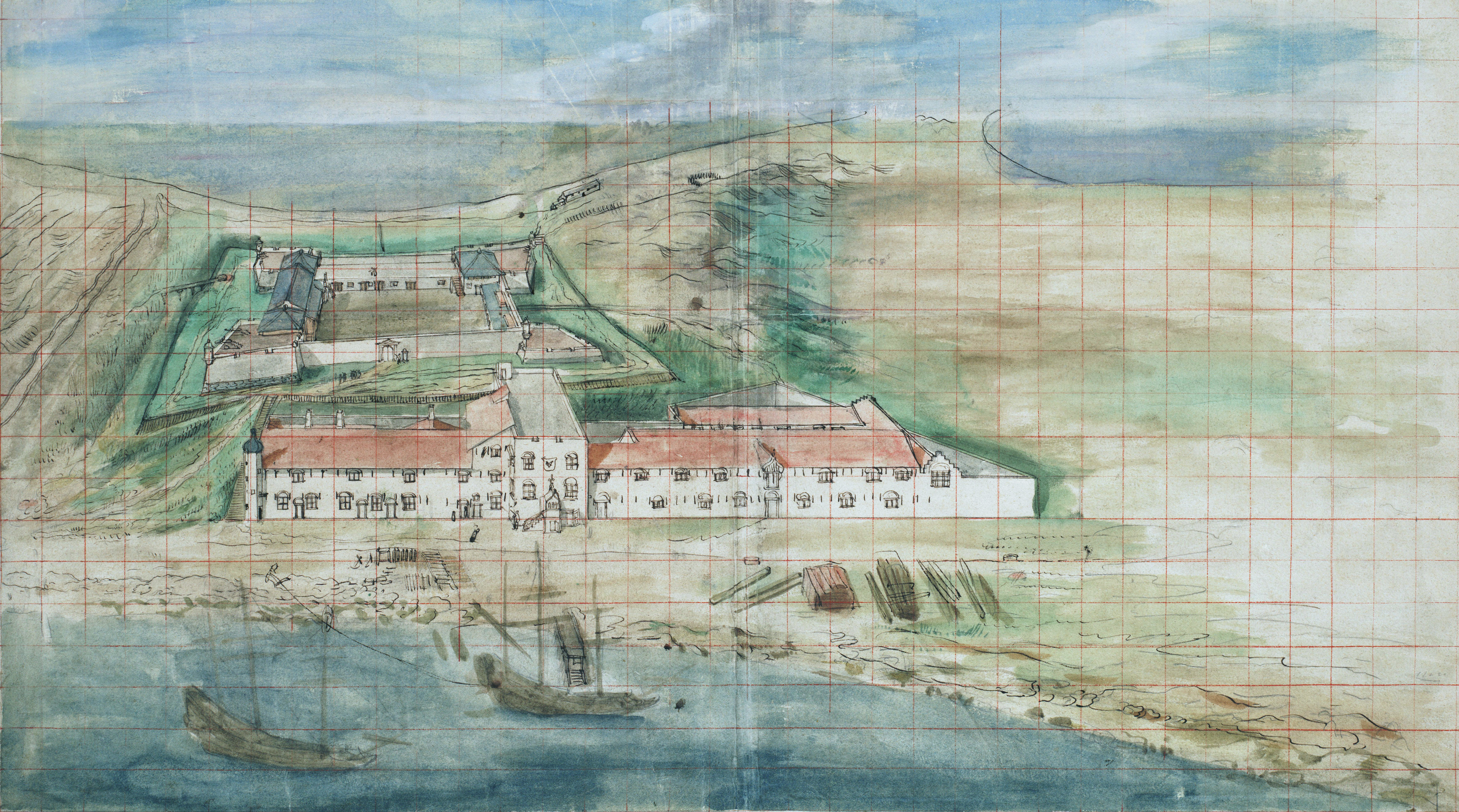
Fort Zeelandia op Formosa

Het jaar 1662 is het 62e jaar in de 17e eeuw volgens de christelijke jaartelling.

## Gebeurtenissen
februari
- 1 - De Nederlanders in Fort Zeelandia geven zich over aan Cheng Cheng-kung, waarmee een einde komt aan bijna veertig jaar Nederlandse handelsmacht op Formosa (Taiwan).

april
- 19 - De Engelse "koningsmoordenaars" John Okey, Miles Corbet en John Barkstead, die door de Engelse gezant George Downing uit Leiden waren ontvoerd, worden in Londen opgehangen waarna hun lichamen worden gevierendeeld.

mei
- 19 - Het Engelse parlement neemt de Act of Uniformity aan, die de bisschoppelijke hiërarchie in de Anglicaanse Kerk herstelt en gebruik van het Book of Common Prayer verplicht stelt. Tweeduizend predikanten worden uit hun ambt gezet wegens verzet tegen de wet.
- 21 - Karel II van Engeland treedt in het huwelijk met Catharina van Braganza. Als bruidsschat brengt zij de stad Bombay mee.
- 31 - De Rooms-katholieke vicaris van Haarlem Boudewijn Catz wordt benoemd tot apostolisch vicaris van de Hollandse Zending, waarmee hij de leiding krijgt over de katholieke parochies in het land bij afwezigheid van een aartsbisschop van Utrecht.

juni
- 2 - Koning Karel II van Engeland schenkt Suriname aan de gouverneur van Barbados Francis Willoughby en aan Lawrence Hyde, zoon van de eerste minister Lord Clarendon.

oktober
- 31 - De baljuw van Schieland Daniël van Hogendorp legt de eerste steen voor Het Schielandshuis.

november
- 28 - Na lange onderhandelingen in Londen door Charles de Batz de Castelmore krijgt Frankrijk de havenstad Duinkerke terug van de Britten.

zonder datum
- Spanje stelt opnieuw de asiento de negros in. Dit asiento wordt verleend aan twee bankiers, oorspronkelijk afkomstig uit Genua en met een filiaal in Panama. Grillo & Lomelín hebben het asiento op hun beurt uitbesteed aan de Westindische Compagnie (Curaçao) en aan Engeland (Jamaica).
- Er wordt een overeenkomst gesloten tussen de Republiek (Nederland) en Engeland, maar er heerst twijfel over hoelang deze overeenkomst zal standhouden.
- Er wordt een verdrag gesloten tussen Frankrijk en de Republiek.
- De geesteszieke koning Alfons VI van Portugal stuurt zijn moeder, die het regentschap behouden wil, naar een klooster.

## Muziek
- Philipp Friedrich Buchner componeert in Mainz zijn Opus 4 Plectrum Musicum

## Beeldende kunst
- Rembrandt voltooit De Staalmeesters. Het schilderij is te zien in het Rijksmuseum te Amsterdam.

## Bouwkunst

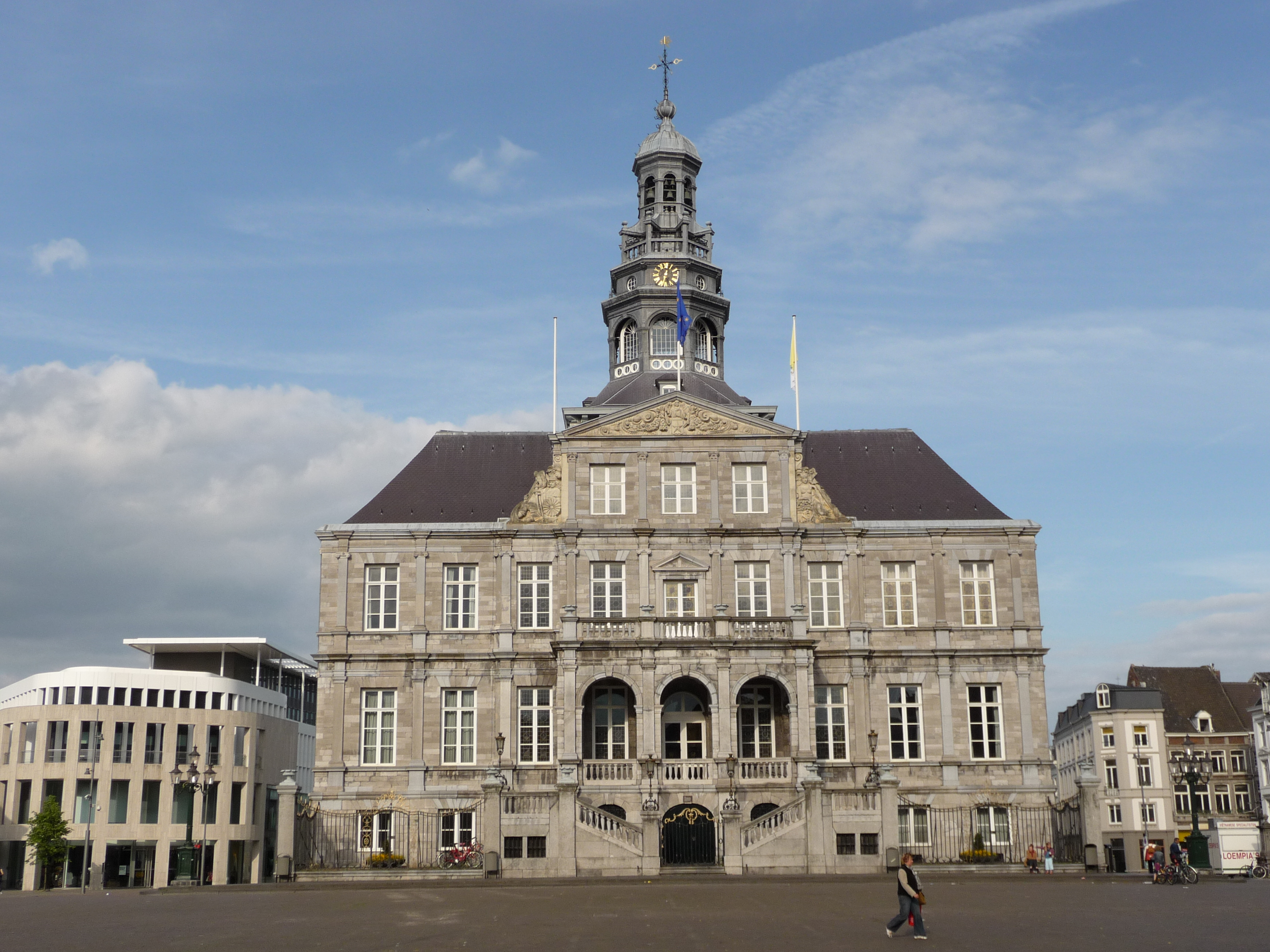
Stadhuis van Maastricht (1662) Pieter Post

## Geboren
april
- 26 - Marie Louise van Orléans, koningin van Spanje (overleden 1689)

mei
- 30 - Ernestine Charlotte van Nassau-Schaumburg, regentes van Nassau-Siegen (overleden 1732)

## Overleden
augustus

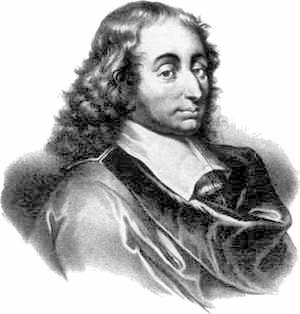
Blaise Pascal

- 19 - Blaise Pascal (39), Frans filosoof, theoloog, wis -en natuurkundige

december
- 6 - Magdalena van Nassau-Siegen (66), Duits gravin
- 7 - Petrus Wittewrongel (±53), Nederlands predikant